# Ock Joo-hyun
Ock Joo-hyun (en hangul: 옥주현; a veces escrito Ok Joo-hyun; Seúl, 20 de marzo de 1980) es una cantante y actriz surcoreana, reconocida principalmente por su papel como líder y cantante del grupo femenino surcoreano Fin.K.L. Después de la ruptura no oficial de Fin.K.L en el 2002, ha lanzado tres álbumes como solista y ha participado en una amplia variedad de musicales como Aida, Chicago, Cats, La Calle 42, El Conde de Monte Cristo, Wicked, Elisabeth y Rebecca.

## Carrera

### Como miembro de Fin.K.L
Fin.K.L debutó en 1998 bajo la agencia DSP Entertainment y rápidamente se hizo popular, catapultando a todas sus miembros al estrellato. Ock fungió como la vocalista principal de Fin.K.L, hasta que el grupo quedó inactivo en el 2002; y posteriormente ha participado en el sencillo digital de Fin.K.L "Fine Killing Liberty" durante el otoño de 2005, incluyendo el rodaje de un video musical.

### Solista
Comenzando su carrera en solitario el verano de 2003, debutó con una balada llamada "난..." ("Nan...", que significa "yo..."), la cual entró en el top 10 de los gráficos de música coreana. Por su segundo álbum, que salió a finales del otoño de 2004, el público estuvo sorprendido por el repentino cambio en su apariencia, puesto que había experimentado una pérdida significativa de peso; sin embargo ella lo atribuyó a su intenso entrenamiento de yoga. Su popularidad aumentó y ella fue capaz de presentarse en diversos espectáculos de música por un largo período de tiempo con sus sencillos "Catch" y "Sweet Rainyday".
Su tercer álbum, titulado Remind, fue lanzado el 12 de junio de 2008. El primer sencillo de este álbum fue "Honey", que es un punto de partida de sus anteriores sencillos, ya que incorpora el R&B. Comenzó sus actuaciones durante el siguiente fin de semana en los principales programas de música en canales de televisión.
Su siguiente álbum, "Reflection", fue lanzado en 2013. En 2014 se asoció con el  compositor musical y director Frank Wildhorn, junto a quien trabajó en el musical "Monte Cristo", para el lanzamiento de su álbum en inglés titulado "Gold".

### Otros eventos
Además del lanzamiento de tres álbumes, Ock ha trabajado como DJ para MBC radio, y como MC para los canales de televisión sur coreanos SBS, MBC y KBS. También recibió un premio a la "Mejor DJ de Radio" durante los MBC awards de 2005. Ella obtuvo el papel principal en la versión coreana del musical de Tim Rice, Aida, a partir del 27 de agosto de 2005.
Igualmente ha trabajado en la televisión como miembro permanente de diversos espectáculos de variedades. Además de ser una de los principales chicas en Heroine 5 y fue parte de los Goldfish, show de la MBC durante el año 2006. Ella participó en la primera temporada del programa de realidad de la MBC , "I am a Singer" con otras veteranas estrellas de la música coreana. Ella fue votada en primer lugar por su interpretación de "1000 days", y también cantó las baladas coreanas "Love is Gone", "Man is Ship, Woman is Harbor" y el re-make "U-Go Girl" de su compañera de Fin.K.L, Lee Hyori .
Ha continuado su carrera como una "celebridad del yoga", incluso ayudando a abrir un estudio de yoga. También lanzó su propio VHS-DVD de yoga. Más recientemente ha publicado un nuevo libro sobre el mantenimiento de la aptitud de la mente y el cuerpo.
En marzo de 2009, se reveló que Joo-hyun estaría impartiendo clases de música en la Universidad Dong de Seúl.

### Musicales
Ha obtenido mucho éxito como una de las más populares protagonistas en la escena del teatro musical surcoreano. Hoy en día ella inclusive es más conocida por su presencia como actriz musical de lo que fue en sus días como cantante e icono pop.
En 2010 apareció en el Conde de Monte Cristo en el papel principal de Mercedes. Ella también participó como la protagonista femenina en la adaptación surcoreana del Das Musical: Elisabeth, junto a Junsu en 2012. Recibió un Golden Ticket Award como Mejor Actriz  y el Korean Musical Award por este papel. Seguido de esas aclamadas adaptaciones del teatro musical Europeo interpretó un nuevo papel como "la Señora Danvers" en el musical "Rebecca", inspirada en la película de Hitchcock del mismo nombre. El personaje de Joo-hyun era uno oscuro y alocado, de modo que ella mostró una nueva faceta de sí misma y fue recompensada con una gran popularidad entre el público, recibiendo el Premio a Mejor Actriz de reparto en los Korean Musical Award 2013.
En 2014 interpretó a Elphaba en la primera producción sucoreana del "Musical Wicked" y también repitió en el papel de Danvers en "Rebecca" debido a su popularidad en Corea del Sur. A partir de noviembre de 2014 comenzó a interpretar el papel de Marie Antoinette, del musical Marie Antoinette en el Teatro Charlotte en Seúl, Corea del Sur.

## Vida personal
Se graduó de la Universidad Kyung Hee junto a Sung Yuri y Gong Yoo en febrero de 2005. Actualmente está firmada con Asia Bridge Contents. Reveló estar en una relación a largo plazo con Jeff Chang, hijo del magnate de medios coreanos.

## Premios y nominaciones
| Año  | Premio                  | Categoría       | Trabajo nominado                      | Resultado |
| ---- | ----------------------- | --------------- | ------------------------------------- | --------- |
| 2003 | Mnet Asian Music Awards | mejor baladista | "I"                                   | Nominada  |
| 2005 | MBC Drama Awards        | Sector Radio    | "Radio DJ"                            | Ganadora  |
| 2008 | 2nd The Musical Awards  | actuación       | "Aida" en AIDA                        | Ganadora  |
| 2009 | 3rd The Musical Award   | actuación       | "Roxy" en Chicago                     | Ganadora  |
| 2010 | 6th Golden Ticket Award | actuación       | "Mercedes" en Monte Cristo            | Ganadora  |
| 2012 | 6th The Musical Award   | actuación       | "Elisabeth" en Das Musical: Elisabeth | Ganadora  |
| 2013 | 7th The Musical Award   | actuación       | "Mrs. Danvers" en Rebecca             | Ganadora  |
| 2013 | 9th Golden Ticket Award | actuación       | "Mrs. Danvers" en Rebecca             | Ganadora  |